# 12-Meter-Klasse der DGzRS
Die 12-Meter-Klasse der Deutschen Gesellschaft zur Rettung Schiffbrüchiger (DGzRS) war eine zweite Baureihe (Klasse) der ersten Generation von Seenotrettungsbooten (SRB), die von der DGzRS nach dem Zweiten Weltkrieg in Auftrag gegeben wurde. Anfangs lautete die DGzRS-interne Bezeichnung dieser Klasse Strandrettungsboot. Die Evers-Werft in Niendorf baute 1972 die beiden Boote der Serie, die bis zum Jahr 2000 bzw. 2005 im Rettungsdienst standen.

## Eigenschaften
Während die Rettungsboote der 7-Meter-Klasse (1971) mehrheitlich an wiedereröffnete Stationen gelegt wurden, sollten auch einige der kleineren Motorrettungsboote der KRC-Serie, die noch in den letzten Kriegsjahren gebaut werden konnten, ersetzt werden. Diese 10 Meter langen Boote aus Mahagoni hatten einen 60-PS-Motor und konnten als Fahrgeschwindigkeit nur 8 Knoten erreichen. Zum zeitgemäßen Ersatz sollten die neuen Boote ähnliche Eigenschaften aufweisen wie die neu entwickelten Seenotrettungskreuzer. Zielvorstellung waren eigenständige Einsätze auch bei extremen Schlechtwetterlagen, eine unbegrenzte Seetüchtigkeit und eine hohe Steifigkeit des Schiffsrumpfs auch bei heftigen Grundberührungen. Die Bauweise entsprach in den Grundzügen den gleichzeitig gebauten Booten der 7-Meter-Klasse, die speziell für die Wassersportreviere im Flachwasserbereich konzipiert waren. Jedoch basierte die Konstruktion nicht auf einem vorhandenen Fahrzeug wie bei den kleineren Booten, sondern war eine eigenständige Entwicklung.
Der Rumpf war dementsprechend doppelwandig in Aluminium ausgeführt und mit dem „Walfischdeck“ jener Zeit versehen, um das übergenommene Wasser schneller abzuführen. Die geschlossene Kajüte war der notwendige Hohlraum für die Selbstaufrichtung nach einer Kenterung und die Einteilung in wasserdichte Abteilungen stellte sicher, dass das Boot auch bei Wassereinbruch schwimmfähig bleibt. Im Unterschied zu den kleineren Booten hatte die 12-Meter-Klasse keine Bergungspforte zur Aufnahme von Personen aus dem Wasser und das Deck war begehbar mit Sicherungsgeländern im Bug- und Heckbereich. Für Schleppeinsätze befand sich im Heck eine stabile Schleppeinrichtung. Wie alle anderen Boote führten sie mobile Lenzpumpen, ein Kletternetz und eine Sanitätsausrüstung mit.
Am hinteren Ende des Aufbaus unter dem kajütbreiten A-Mast befand sich ein offener Steuerstand. Er erhielt später ein hohes Sicherungsgitter für den Schiffsführer. Bei Schlechtwetterfahrten konnte das Boot auch von einem innen liegenden Steuerstand mit zwei Schleuderscheiben gefahren werden. Der 240-PS-Dieselmotor erlaubte eine maximale Geschwindigkeit von 17 Knoten. Sein Auspuff war bis in den Mast hinauf geführt und wurde später noch verlängert. Von Anfang an besaßen die Boote im Mast über dem Suchscheinwerfer ein Radargerät und die Antennen für die UKW-Seefunkanlage. Später wurden GPS und Echolot nachgerüstet bzw. die eingebaute Technik ergänzt und erneuert.
Beide Boote waren 1986 kurzzeitig auf der Kröger-Werft in Rendsburg. Dort wurde das runde Kreuzerheck in ein Spiegelheck umgebaut, das für die Rumpfform der Halbgleiter vorteilhafter ist.
Die DGzRS stellte die zunächst weiß/orange gestrichenen Boote ab Sommer 1972 in Dienst. Bei den laufenden Überholungen und Nachrüstungen der Boote wurde das Farbschema rot-grün-weiß aufgetragen.

## Weitere Bootsklassen der 1. Generation
Neben den zwei Booten der 12-Meter-Klasse hatte die DGzRS zwei weitere Klassen geschaffen:
- 1971/72: 12 Boote der 7-Meter-Klasse
- 1980/81: 3 ehemalige Tochterboote, die ebenfalls der 7-Meter-Klasse zugeordnet wurden
- 1977: 5 Boote der 9-Meter-Klasse

## Die Boote

### Siegfried Boysen
Die Siegfried Boysen wurde am 6. Juni 1972 in Wedel auf den Namen eines Mitglieds einer Familie getauft, die für den Bau einen erheblichen Betrag gespendet hatte. Vor der ersten Stationierung in Neuharlingersiel erfolgte eine längere Erprobung auf der Seenotrettungsstation Nordstrand. In Neuharlingersiel ersetzte das neue 12-Meter-Boot die 10 Meter lange ULRICH STEFFENS (III), die als KRC 309 noch unter der Regie des Seenotdienstes der deutschen Luftwaffe beauftragte worden war und seit 1949 bei der DGzRS im Einsatz stand. Nach 27 Jahren wurde die Siegfried Boysen im Jahr 2000 zur Wiedereröffnung der Seenotrettungsstation Glowe nach Rügen verlegt. Dort beendete sie den aktiven Dienst 2005 und diente danach der internen Aus- und Fortbildung bei der SAR-Schule in Neustadt i. H.
Der Heimatverein und der Segelklub Juist erreichten 2018 die Zustimmung von Rat und Verwaltung der Gemeinde Juist ein Schiff der 12-Meter-Klasse zu erwerben und auf Juist als Museumsboot aufzustellen. Im Mai 2020 hatte die Siegfried Boysen die Überführungsfahrt von Neustadt nach Juist beendet und lag zur weiteren Aufarbeitung im Hafen. Seit Mai 2022 steht es als Museumsschiff an Land und wird vom „Freundeskreis Museumskreuzer Siegfried Boysen“ betreut.

### Eduard Nebelthau
Die Eduard Nebelthau wurde auf ihrer ersten Station in Travemünde am 19. August 1972 getauft. Namensgeber war der Bremer Unternehmer Eduard Nebelthau (1902–1971), dessen Kaufmannsfamilie der DGzRS sehr verbunden war und diese förderte. In Travemünde löste das Boot die dort 1970 stationierte H.H. Buntje ab, die 1944 als KRC 303 Westaccumersiel auf der Fr. Lürssen Werft gebaut worden war. Nach drei Jahren kam der Seenotkreuzer Paul Denker zum Fährhafen Travemünde und die DGzRS verlegte die Eduard Nebelthau 1975 zur Seenotrettungsstation Heiligenhafen. Im Jahr 2000 schied das Rettungsboot aus dem aktiven Rettungsdienst aus und wurde danach, wie das Schwesterschiff, bei der SAR-Schule in Neustadt zu Ausbildungszwecken eingesetzt.
2019 strich die DGzRS das Boot endgültig aus der Flottenliste und gab es an den Tourismus-Service Fehmarn. Im März 2019 schleppte das DGzRS-Trainingsboot Mervi seinen Vorgänger zum Yachthafen Burgtiefe auf der Insel Fehmarn, wo es seitdem an Land als technisches Denkmal ausgestellt ist.

### Tabelle der Stationierungen
| Seenotrettungsboote der 12-Meter-Klasse |                                                       |                                                           |      |                        |                               |                                         |
| Bau-Nr. – Name Rufzeichen               | Rettungsstationen                                     | Stationierungen von - bis                                 | Bild | Baudaten Werft         | Taufe                         | Bemerkung Verbleib                      |
| KRST 1 Siegfried Boysen Ruf: DA7298     | Nordstrand Neuharlingersiel Glowe SAR-Schule Neustadt | 06/1972→11/1973 12/1973→07/2000 10/2000→08/2005 2005→2019 |      | Bj. 1972 Evers Nr. 510 | 6. Juni 1972 in Wedel         | Museumboot Juist                        |
| KRST 2 Eduard Nebelthau Ruf: DA8107     | Travemünde Heiligenhafen SAR-Schule Neustadt          | 08/1972→10/1975 10/1975→10/2000 2000→2019                 |      | Bj. 1972 Evers Nr. 511 | 19. August 1972 in Travemünde | Technisches Denkmal Burgtiefe (Fehmarn) |
| Stand : @ Dezember 2023                 |                                                       |                                                           |      |                        |                               |                                         |